# Majsan
Majsan je nenaseljeni hrvatski jadranski otočić. Pripada Korčulanskom otočju, u Pelješkom kanalu, a nalazi se oko 1.5 km od Orebića. Administrativno pripada gradu Korčuli.
Njegova površina iznosi 0,153 km². Dužina obalne crte iznosi 1,74 km.

## Vanjske poveznice
|  | Zajednički poslužitelj ima još gradiva o temi Majsan |